# Епиноа
Епиноа (фр. Epinoy) насеље је и општина у североисточној Француској у региону Север-Па д Кале, у департману Па де Кале која припада префектури Арас.
По подацима из 2011. године у општини је живело 537 становника, а густина насељености је износила 66,46 становника/km². Општина се простире на површини од 8,08 km². Налази се на средњој надморској висини од 76 метара (максималној 79 m, а минималној 45 m).

## Демографија
| 1962. | 1968. | 1975. | 1982. | 1990. | 1999. | 2011. |
| ----- | ----- | ----- | ----- | ----- | ----- | ----- |
| 426   | 452   | 466   | 444   | 463   | 498   | 537   |

График промене броја становника у току последњих година